# Óborsa
Óborsa (románul: Obârșia) falu Romániában, a Partiumban, Arad megyében.

## Fekvése
Soborsintól északkeletre,  Hegyes-Drócsa hegység keleti lejtőjén, Marospetrestől északkeletre, Rósa szomszédjában fekvő település.

## Története
Óborsa nevét 1614-ben, majd 1808-ban ugyancsak Obersia néven említette először oklevél.
Fényes Elek Történeti földrajzában írta a településről "Zaránd vármegye szélén, hegyek lankái közt fekvő település...267 óhitű lakossal, fatemplmal. Földesura Szálbek György..."
1910-ben 447 román, görögkeleti ortodox lakosa volt.
A trianoni békeszerződés előtt Arad vármegye Máriaradnai járásához tartozott.